# Emily Watson
Emily Margaret Watson (Islington, Londres, 14 de enero de 1967) es una actriz británica de teatro, cine y televisión.
Inició su carrera en las tablas e ingresó a la Compañía Real de Teatro de Shakespeare en 1992. Su rol debut en la película Breaking the Waves de 1996 la convirtió rápidamente en estrella, otorgándole su primera candidatura al premio Óscar. Volvió a ser candidata por su papel en la drama Hilary y Jackie en 1998. En 2002 protagonizó con éxito las obras teatrales Noche de reyes y Tío Vania, recibiendo el premio Olivier por la última. Su papel principal en el drama de televisión Appropriate Adult de 2011 la premió con un BAFTA a la mejor actriz.
A lo largo de su extensa filmografía ha interpretado tanto papeles protagónicos como secundarios en películas de diversa índole y género. Algunas de sus películas más importantes son: Las cenizas de Ángela de 1999, The Luzhin Defence de 2000, Gosford Park de 2001, Embriagado de amor de 2002, Dragón rojo de 2002, Equilibrium de 2002, Llámame Peter de 2004, Corpse Bride de 2005, Miss Potter de 2006, The Water Horse: Legend of the Deep de 2007, Synecdoche, New York de 2008, Oranges and Sunshine de 2010, War Horse de 2011, La ladrona de libros de 2013, La teoría del todo de 2014, Everest de 2015 y Genius de 2017.
En 2019 interpreta el papel de la científica Ulana Khomyuk, en la miniserie de HBO "Chernobyl".

## Biografía
Siempre había estado interesada en la actuación y aunque su primera solicitud para ingresar a la escuela de actuación fue rechazada, siguió perseverando y pasó varios años en obras de teatro de la Royal Shakespeare Company donde trabajó entre 1990-96.
La primera aparición de Watson en la pantalla grande fue en 1996 en la película Breaking the Waves, dirigida por el danés Lars von Trier. En Breaking the Waves Watson interpretó a Bess McNeil, una mujer ciegamente enamorada de su marido hasta el punto de someterse a cualquier cosa con tal de demostrar su amor. Este drama le valió dos nominaciones como mejor actriz para el Globo de Oro y el Oscar.
En 1997 Watson regresó al cine con The Mill on the Floss, The Boxer y Metroland. En 1999, otra vez como en 1996, Watson fue nominada para un Oscar como mejor actriz por su interpretación de la chelista británica Jacqueline du Pré en la película Hilary and Jackie. En 1999 actuó en Cradle Will Rock, estrenada en España como Abajo el telón, dirigida por Tim Robbins, y Las cenizas de Ángela, adaptación de la novela Angela's Ashes escrita por Frank McCourt y ganadora de un Premio Pulitzer.
A lo largo de su carrera Watson ha alternado filmes de directores de culto, como Robert Altman (Gosford Park) y Alan Parker (Las cenizas de Ángela), con otros más comerciales, de directores como Tim Burton (Corpse Bride) y Steven Spielberg (War Horse). En 2002 intervino en Red Dragon, filme perteneciente a saga fílmica sobre el personaje de Hannibal Lecter.
En 2010, encarnando a la trabajadora social Margaret Humphreys en Oranges and Sunshine recibió varios premios por su labor. 
Watson se casó con Jack Waters, en 1995 y su hija Juliet, nació en 2005 seguida por Dylan en 2008.
Watson recibió el Premio Donostia en la edición de 2015 del Festival de Cine de San Sebastián en reconocimiento a su carrera.

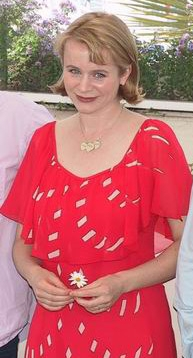
Emily Watson en 2002

## Filmografía

### Largometrajes
| Año  | Largometraje                                   | Personaje               |
| ---- | ---------------------------------------------- | ----------------------- |
| 2025 | The Legend of Ochi                             | Dasha                   |
| 2024 | Small Things Like These                        | Madre superiora         |
| 2023 | Midas Man                                      | Malka                   |
| 2018 | The Happy Prince                               | Constance               |
| 2017 | Happy Family                                   | Emma                    |
| 2017 | On Chesil Beach                                | Violet Ponting          |
| 2015 | Everest                                        | Helen Wilton            |
| 2015 | A Royal Night Out                              | Isabel Bowes-Lyon       |
| 2015 | Little Boy                                     | Emma Busbee             |
| 2015 | Molly Moon y el increíble libro del hipnotismo | Miss Trinklebury        |
| 2014 | Testamento de juventud                         | Mrs. Brittain           |
| 2014 | La teoría del todo                             | Beryl Wilde             |
| 2013 | La ladrona de libros                           | Rosa Hubermann          |
| 2013 | Belle                                          | Lady Mansfield          |
| 2013 | Some Girl(s)                                   | Lindsay                 |
| 2012 | Anna Karenina                                  | Condesa Lydia Ivanova   |
| 2011 | War Horse                                      | Rose Narracott          |
| 2010 | Oranges and Sunshine                           | Margaret Humphreys      |
| 2010 | Cruce de destinos                              | Mrs Kendrick            |
| 2009 | Within the Whirlwind                           | Evgenia Ginzburg        |
| 2009 | Cold Souls                                     | Claire                  |
| 2008 | El guardián de la memoria                      | Caroline Gil            |
| 2008 | Synecdoche, New York                           | Tammy                   |
| 2008 | Fireflies in the Garden                        | Jane                    |
| 2007 | The Water Horse: Legend of the Deep            | Anne MacMorrow          |
| 2006 | Miss Potter                                    | Millie Warne            |
| 2006 | Cruzadas: Atrapado en el tiempo                | Mary Vega               |
| 2005 | Laberinto de mentiras                          | Anne Manning            |
| 2005 | La propuesta                                   | Martha Stanley          |
| 2005 | Corpse Bride                                   | Victoria Everglot (voz) |
| 2005 | Wah-Wah                                        | Ruby Compton            |
| 2004 | The Life and Death of Peter Sellers            | Anne Sellers            |
| 2004 | Back to Gaya                                   | Alanta (voz)            |
| 2002 | Equilibrium                                    | Mary O'Brien            |
| 2002 | Red Dragon                                     | Reba McClane            |
| 2002 | Embriagado de amor                             | Lena Leonard            |
| 2001 | Gosford Park                                   | Elsie                   |
| 2000 | The Luzhin Defence                             | Natalia                 |
| 2000 | Trixie                                         | Trixie Zurbo            |
| 1999 | Las cenizas de Ángela                          | Angela McCourt          |
| 1999 | Cradle Will Rock                               | Olive Stanton           |
| 1998 | Hilary y Jackie                                | Jackie Du Pré           |
| 1997 | The Boxer                                      | Maggie                  |
| 1997 | Metroland                                      | Marion                  |
| 1996 | Breaking the Waves                             | Bess McNeill            |

### Cortometraje
| Año  | Cortometraje | Personaje   | Notas |
| ---- | ------------ | ----------- | ----- |
| 2007 | A-Z          | Desconocido | Voz   |

### Televisión

#### TV Movie
| Año  | Cortometraje          | Personaje       |
| ---- | --------------------- | --------------- |
| 2017 | Mujercitas            | Marmi           |
| 2015 | El ayuda de cámara    | Su señoría      |
| 2015 | A Song for Jenny      | Julie Nicholson |
| 1997 | The Mill on the Floss | Maggie Tulliver |

#### Series de televisión
| Año  | Serie          | Personaje       | Episodios       |
| ---- | -------------- | --------------- | --------------- |
| 2024 | Dune: Prophecy | Valya Harkonnen | Papel principal |
| 2019 | Chernobyl      | Ulana Khomyuk   | 5 episodios     |
| 2017 | Genius         | Elsa Einstein   | 10 episodios    |
| 1994 | Performance    | Rosalie         | 1 episodio      |

#### Miniseries
| Año  | Serie                             | Personaje         | Episodios   |
| ---- | --------------------------------- | ----------------- | ----------- |
| 2017 | Apple Tree Yard                   | Yvonne Carmichael | 4 episodios |
| 2015 | The Secret Life of Marilyn Monroe | Grace McKee       | 2 episodios |
| 2013 | The Politician's Husband          | Freya Hoynes      | 3 episodios |
| 2011 | Appropriate Adult                 | Janet Leach       | 2 episodios |

#### Programas de televisión
| Año/s      | Programa                               | Como     | Ocasiones   |
| ---------- | -------------------------------------- | -------- | ----------- |
| 2015       | The Paul O'Grady Show                  | Invitada | 1 ocasión   |
| 2012, 2015 | Cinema 3                               | Invitada | 2 ocasiones |
| 2012       | Janela Indiscreta                      | Invitada | 1 ocasión   |
| 2012       | Daybreak                               | Invitada | 1 ocasión   |
| 2012       | Lorraine                               | Invitada | 1 ocasión   |
| 2011       | Made in Hollywood                      | Invitada | 2 ocasiones |
| 2007       | The Late Late Show with Craig Ferguson | Invitada | 1 ocasión   |
| 2005       | Planet Voice                           | Invitada | 1 ocasión   |
| 2000       | The Rosie O'Donnell Show               | Invitada | 1 ocasión   |
| 1999-2000  | Charlie Rose                           | Invitada | 1 ocasión   |
| 1999-2000  | The Tonight Show with Jay Leno         | Invitada | 3 ocasiones |
| 1999       | Late Show with David Letterman         | Invitada | 1 ocasión   |

### Otros

#### Videos cortos
| Año  | Video                        | Como                         |
| ---- | ---------------------------- | ---------------------------- |
| 2003 | Blossoms & Blood             | El personaje de Lena Leonard |
| 2002 | Gosford Park: Deleted Scenes | El personaje de Elsie        |

## Premios y distinciones
Premios Óscar
| Año  | Categoría               | Película           | Resultado |
| ---- | ----------------------- | ------------------ | --------- |
| 1997 | Óscar a la mejor actriz | Breaking the Waves | Nominada  |
| 1999 | Óscar a la mejor actriz | Hilary y Jackie    | Nominada  |

Globos de Oro
| Año  | Categoría                                                                                         | Película                            | Resultado |       |
| ---- | ------------------------------------------------------------------------------------------------- | ----------------------------------- | --------- | ----- |
| 2004 | Globo de Oro a la mejor actriz de reparto de serie, miniserie o película hecha para la televisión | The Life and Death of Peter Sellers | Nominada  |       |
| 1998 | Globo de Oro a la mejor actriz - Drama                                                            | Hilary y Jackie                     | Nominada  |       |
| 1996 | Globo de Oro a la mejor actriz - Drama                                                            | Breaking the Waves                  | Nominada  | [ 6 ] |